# 唯讀記憶體
（, ROM）是一種存储器，与随机存储器（RAM）一起构成主存。与RAM不同，ROM在掉电时不会丢失所存储的数据，并非易失性（volatile）存储器。
只读存储器非常适合那些在生命周期中几乎不會被更改的软件，例如电脑和手機的操作系統、CPU和GPU的程序等，这種裝配了重要软件的唯讀記憶體也可叫作“固件”。此外，游戏机等可编程设备的软件也可以通过包含只读存储器的卡带进行分发。ROM除了指代自己，上述的韌體也可被稱為ROM；另外，ROM還可以指快閃記憶體，尽管後者除了“唯读”之外也能夠“刪除”體內資料。
严格来讲，只读存储器指直接硬连接在计算机上的存储器，可擦可编程只读存储器（EPROM）、电可擦可编程只读存储器（EEPROM）形式的半导体存储器可以被擦除和重新编程，但过程通常较慢，而且需要专门的设备，还只能擦写一定的次数。

## 種類

### ROM
ROM（Read Only Memory）唯讀記憶體，這種記憶體（Memory）的內容任何情況下都不會改變，電腦與使用者只能讀取保存在這裡的指令，和使用儲存在ROM的資料，但不能變更或存入資料。ROM被儲存在一個非揮發性晶片上，也就是說，即使在關機之後記憶的內容仍可以被保存，所以這種記憶體多用來儲存特定功能的程式，如固件。ROM儲存用來啟動電腦的程式（如BIOS），電腦開機的時候BIOS提供一連串的指令對中央處理器（CPU）等元件進行初始化，在初始化過程中，BIOS程式初始化並檢查RAM。

### PROM
可程式唯讀記憶體（Programmable ROM，PROM）其內部有行列式的熔絲，可依使用者（廠商）的需要，利用電流將其燒斷，以寫入所需的資料及程式，熔絲一經燒斷便無法再恢復，亦即資料無法再更改。

### MROM
掩膜式只读存储器（masked ROM, MROM）。

### EPROM
可抹除可編程唯讀記憶體（Erasable Programmable Read Only Memory，EPROM）可利用高電壓將資料編程寫入，但抹除時需將線路曝光於紫外線下一段時間，資料始可被清空，再供重複使用。因此，在封裝外殼上會預留一個石英玻璃所製的透明窗以便進行紫外線曝光。寫入程式後通常會用貼紙遮蓋透明窗，以防日久不慎曝光過量影響資料。

### OTPROM
一次編程唯讀記憶體（One Time Programmable Read Only Memory，OTPROM）內部所用的晶片與寫入原理同EPROM，但是為了節省成本，封裝上不設置透明窗，因此編程寫入之後就不能再抹除改寫。

### EEPROM
電子抹除式可複寫唯讀記憶體（Electrically Erasable Programmable Read Only Memory，EEPROM）之運作原理類似EPROM，但是抹除的方式是使用高電場來完成，因此不需要透明窗。

### 快閃記憶體
快閃記憶體（Flash memory）的每一個記憶胞都具有一個「控制閘」與「浮動閘」，利用高電場改變浮動閘的臨限電壓即可進行編程動作。快閃記憶體主要分為NAND型與NOR型。現在NAND Flash常用於固態硬碟、USB隨身碟、記憶卡等用途，NOR Flash則用於BIOS/UEFI ROM晶片等用途。

## 附註
1. ↑  例如任天堂Switch
2. ↑  例如二极管矩阵和掩膜ROM，它们被制造后无法通过电子手段更改。更正错误或更新软件一般都需要制造新设备并对原有的设备进行更换。